# Rosonkremos
Rosonkremos es un asentamiento en la isla de Tasos. Administrativamente pertenece al municipio de Tasos de la Unidad periférica de Tasos. Es uno de los asentamientos de la comunidad municipal de Theologos. Según el censo de 2011, cuenta con 11 habitantes.

## Población
| 2011 |
| ---- |
| 11   |